# Iso Vuohisaari (ö i Norra Savolax, Nordöstra Savolax, lat 62,98, long 28,15)
Iso Vuohisaari är en ö i Finland. Den ligger i sjön Juurusvesi och Akonvesi och i kommunen Kuopio (tidigare Juankoski) i den ekonomiska regionen  Nordöstra Savolax ekonomiska region  och landskapet Norra Savolax, i den centrala delen av landet, 400 km nordost om huvudstaden Helsingfors. Öns area är 7,8 hektar och dess största längd är 490 meter i sydöst-nordvästlig riktning.